# 将軍塚古墳 (和歌山市)
将軍塚古墳（しょうぐんづかこふん、前山B53号墳）は、和歌山県和歌山市寺内・岩橋にある古墳。形状は前方後円墳。岩橋千塚古墳群（国の特別史跡、うち前山B地区）を構成する古墳の1つ。

## 概要
和歌山県北西部、紀の川河口部の和歌山平野の岩橋山塊に営造された岩橋千塚古墳群のうち、岩橋前山（標高150メートル）山頂付近に築造された古墳である。
墳形は前方後円形で、前方部を西方向に向ける。埋葬施設は後円部・前方部における横穴式石室各1基。特に後円部石室は岩橋千塚古墳群に特徴的な岩橋型横穴式石室で、玄室に石棚・石梁を伴う。石室高さ4.3メートルと大型の石室で、岩橋千塚古墳群では天王塚古墳（5.9メートル）に次ぐ規模になる。石室はいずれも盗掘に遭っているが、調査では副葬品の一部が検出されている。築造時期は古墳時代後期の6世紀後半頃と推定される。
古墳域は国の特別史跡に指定されている（特別史跡「岩橋千塚古墳群」のうち）。現在は史跡整備のうえで後円部石室が公開されている。

## 遺跡歴
- 1931年（昭和6年）7月31日、国の史跡に指定（史跡「岩橋千塚古墳群」のうち）。
- 1952年（昭和27年）3月29日、国の特別史跡に指定（特別史跡「岩橋千塚古墳群」のうち）。
- 1966年（昭和41年）、測量調査・石室内部調査・墳丘発掘調査（和歌山市教育委員会・関西大学、1967年に報告書刊行）[4]。

## 墳丘
墳丘の規模は次の通り。
- 墳丘長：42.5メートル
- 後円部
  - 直径：21.7メートル
  - 高さ：4メートル
- 前方部
  - 幅：21.0メートル
  - 高さ：4メートル

## 埋葬施設

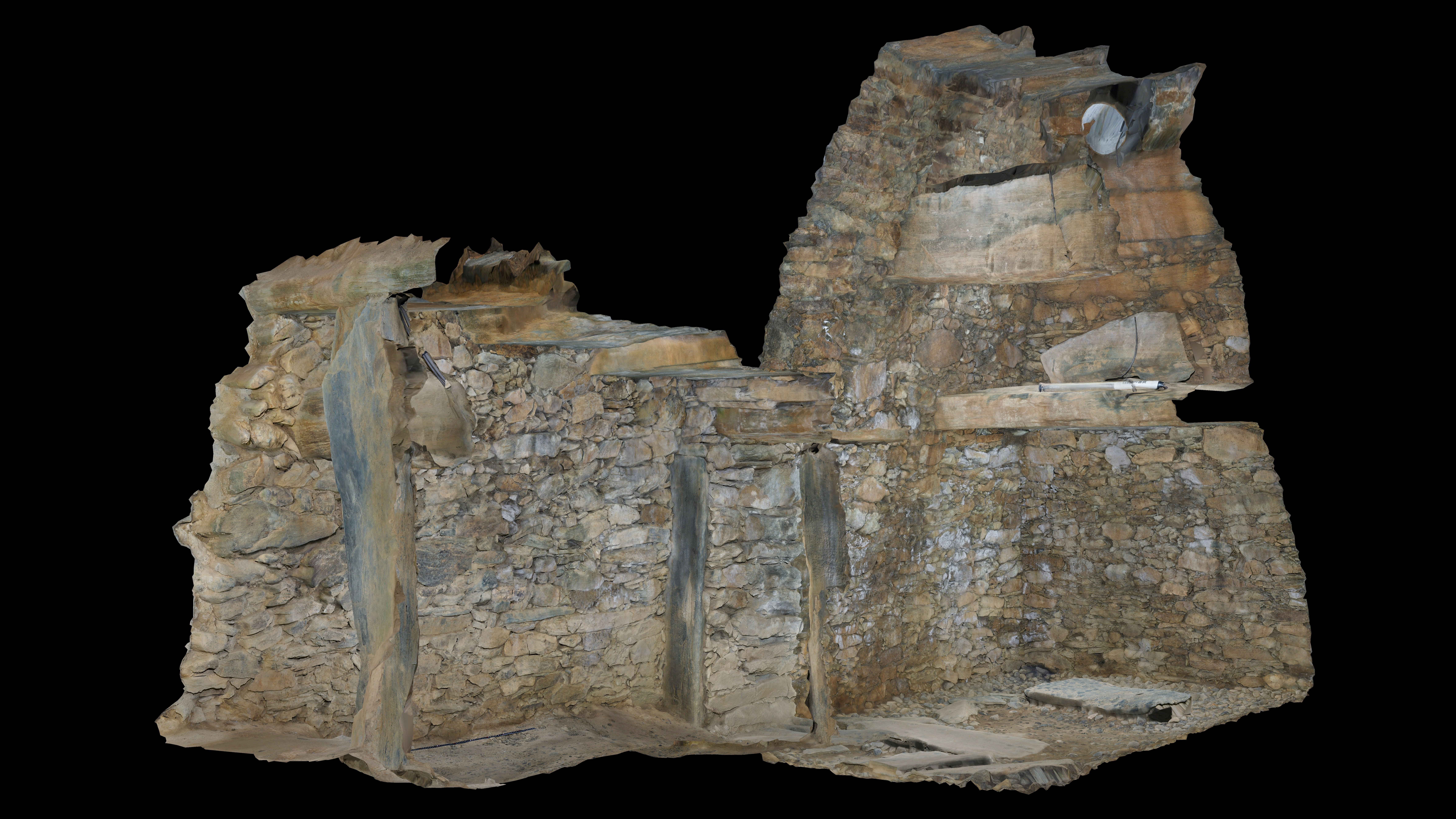
後円部石室パース図

後円部石室展開図

埋葬施設としては、後円部・前方部に各1基の横穴式石室が構築されている。石室の規模は次の通り。
- 後円部石室[4]
  - 石室全長：6.48メートル以上
  - 玄室：長さ3.32メートル、幅2.23メートル、高さ4.30メートル
  - 玄室前道（通廊）：長さ0.9メートル、幅0.8メートル
  - 羨道：長さ2.26メートル、幅約1.15メートル
- 前方部石室[5]
  - 玄室：長さ2.4メートル、幅1.9メートル、高さ2.7メートル

後円部石室は両袖式横穴式石室で、南方向に開口する。石室の石材は結晶片岩。玄室には石棚・石梁2本（玄室1本・羨道1本）を伴い、岩橋千塚古墳群で特徴的な岩橋型横穴式石室になる。玄室床面は羨道床面よりも約20センチメートル低く、河原石が敷きつめられ、排水溝が構築される。また羨道は扉石2枚で閉塞される。石室内では銀環・水晶製平玉・ガラス製小玉・梔子玉・須恵器・土師器が検出されている。
前方部石室では、玄室に石棚を有するが石梁はない。石室内ではガラス製小玉・須恵器・馬具が検出されている。

後円部石室
石室俯瞰図
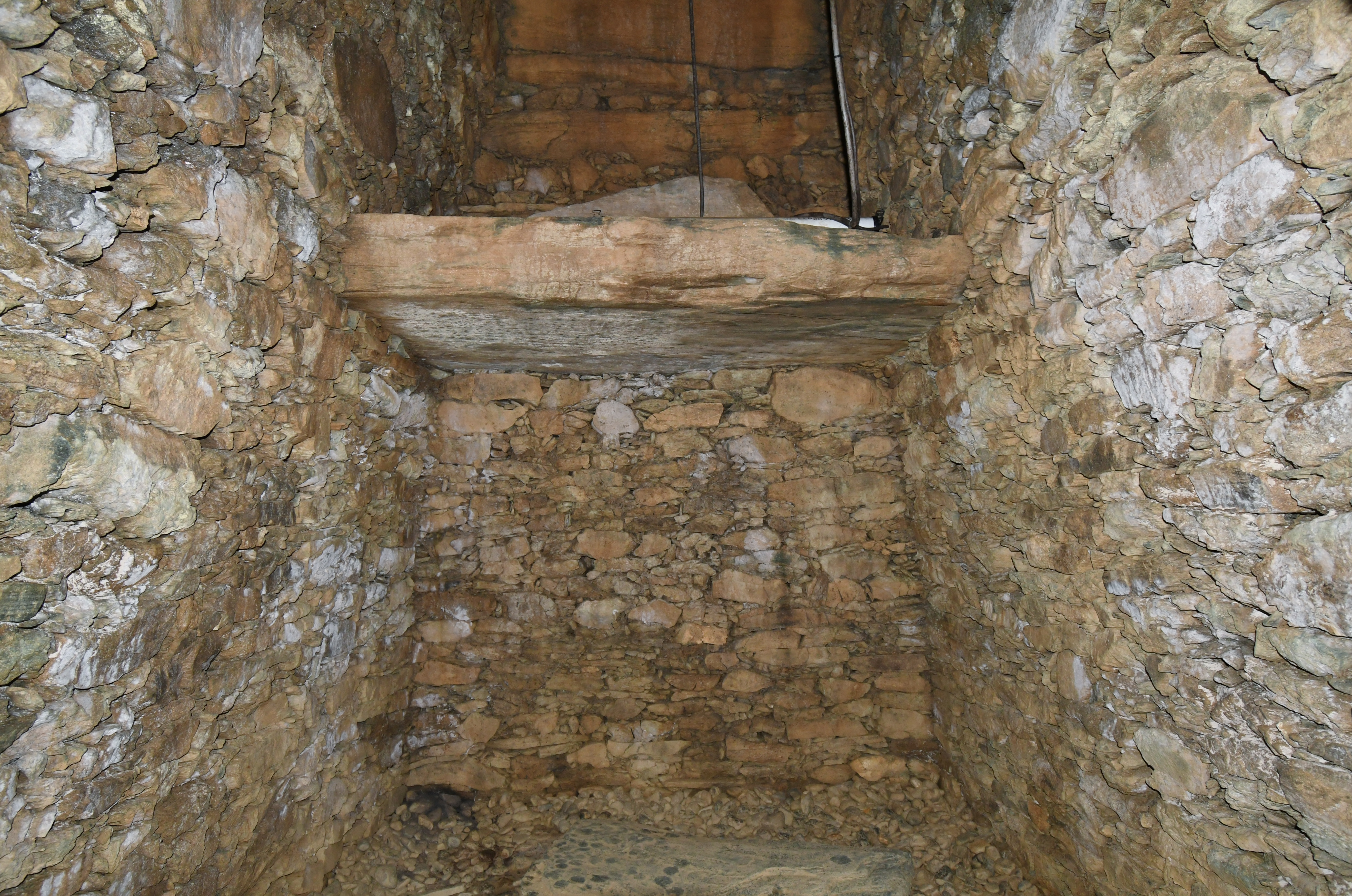
玄室（奥壁方向）
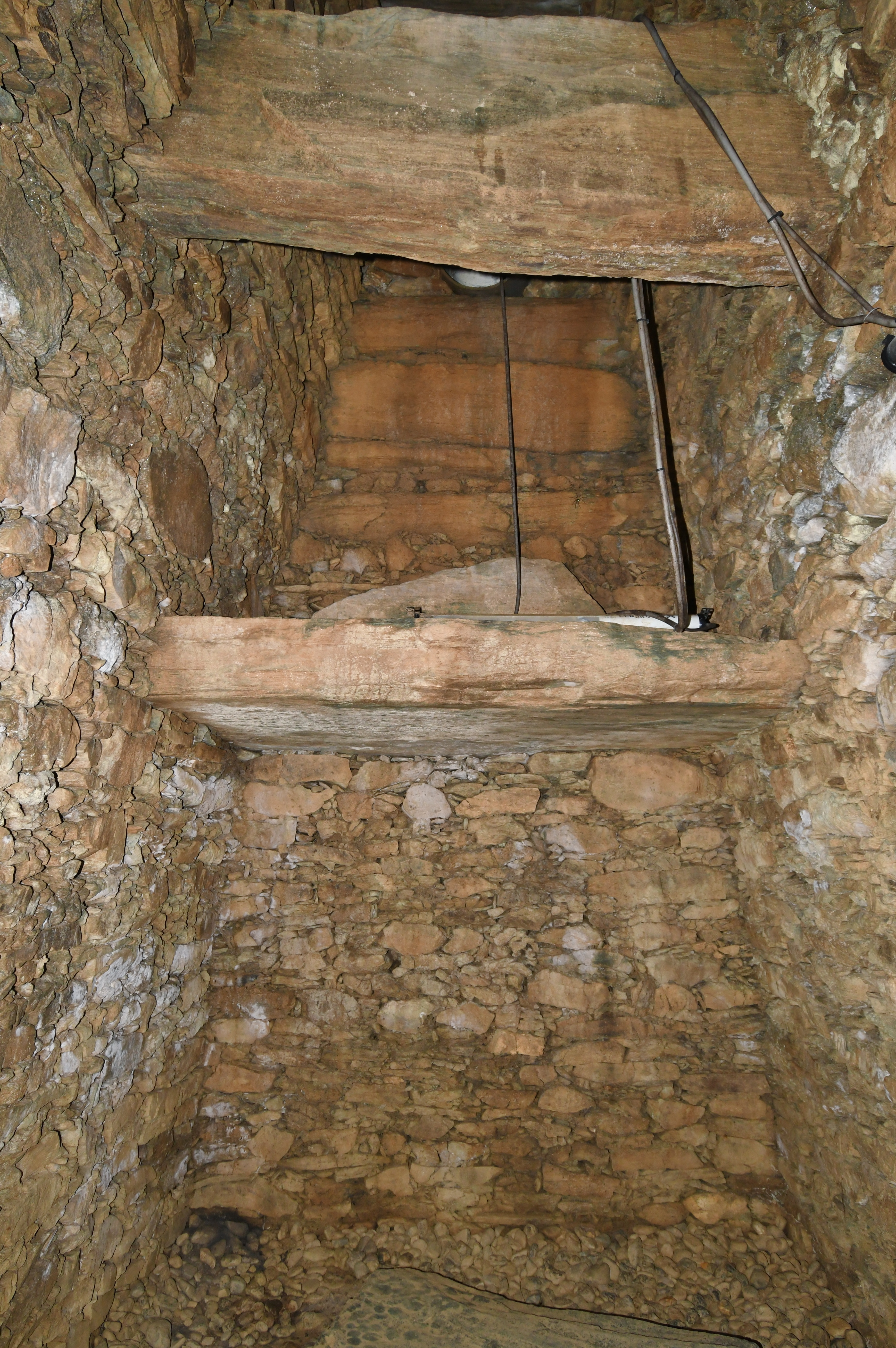
玄室（奥壁方向）
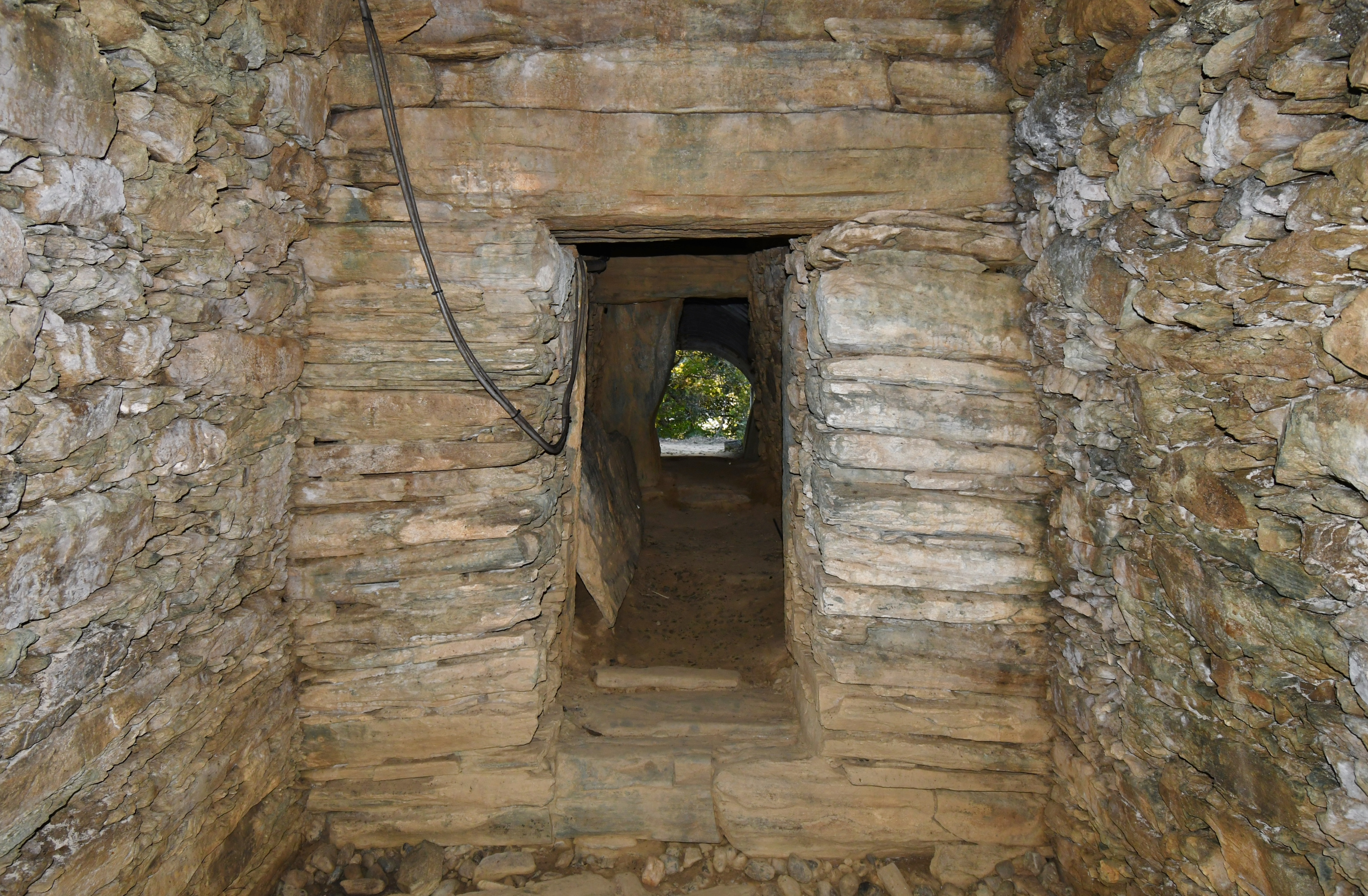
玄室（開口部方向）
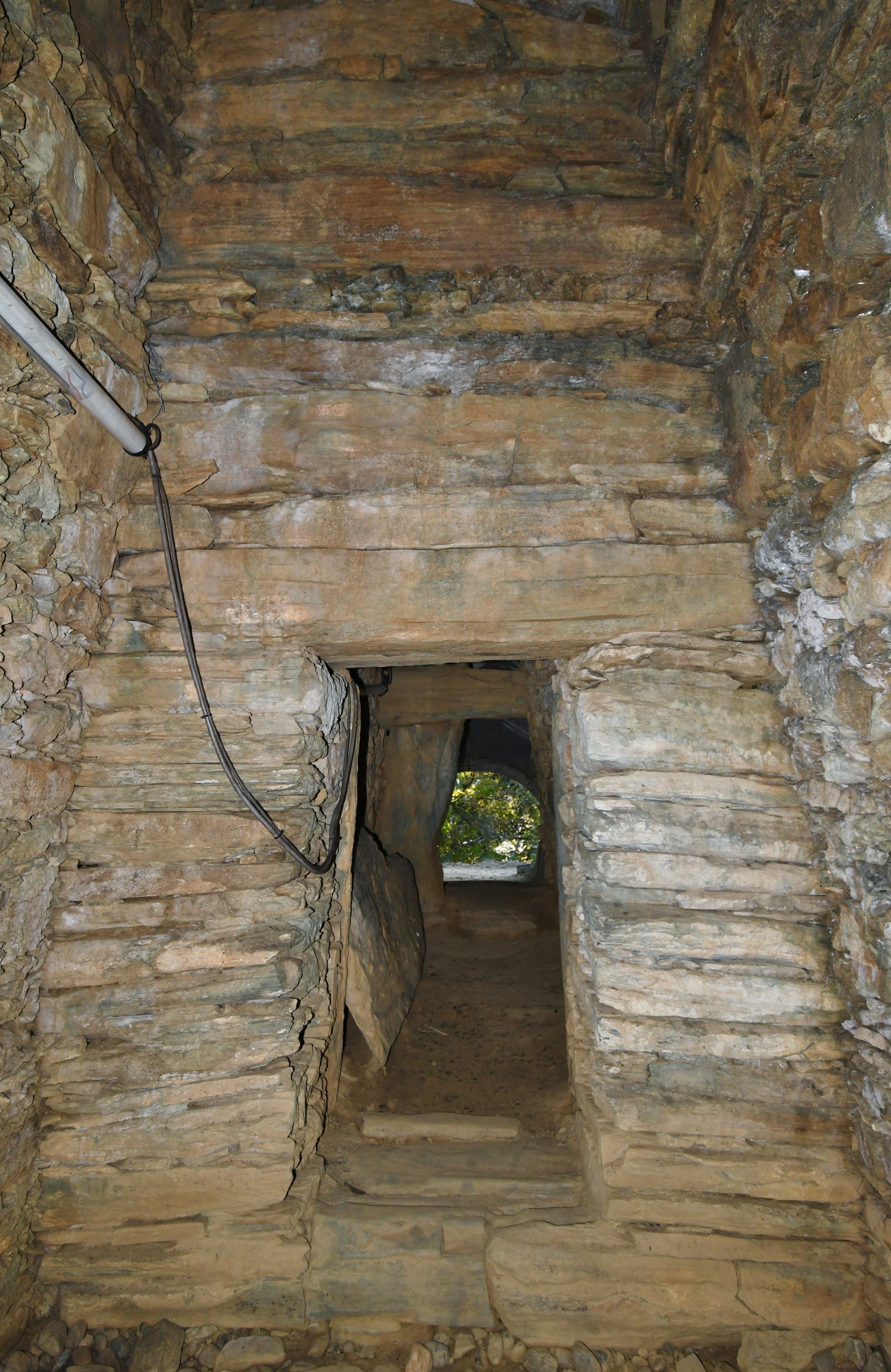
玄室（開口部方向）
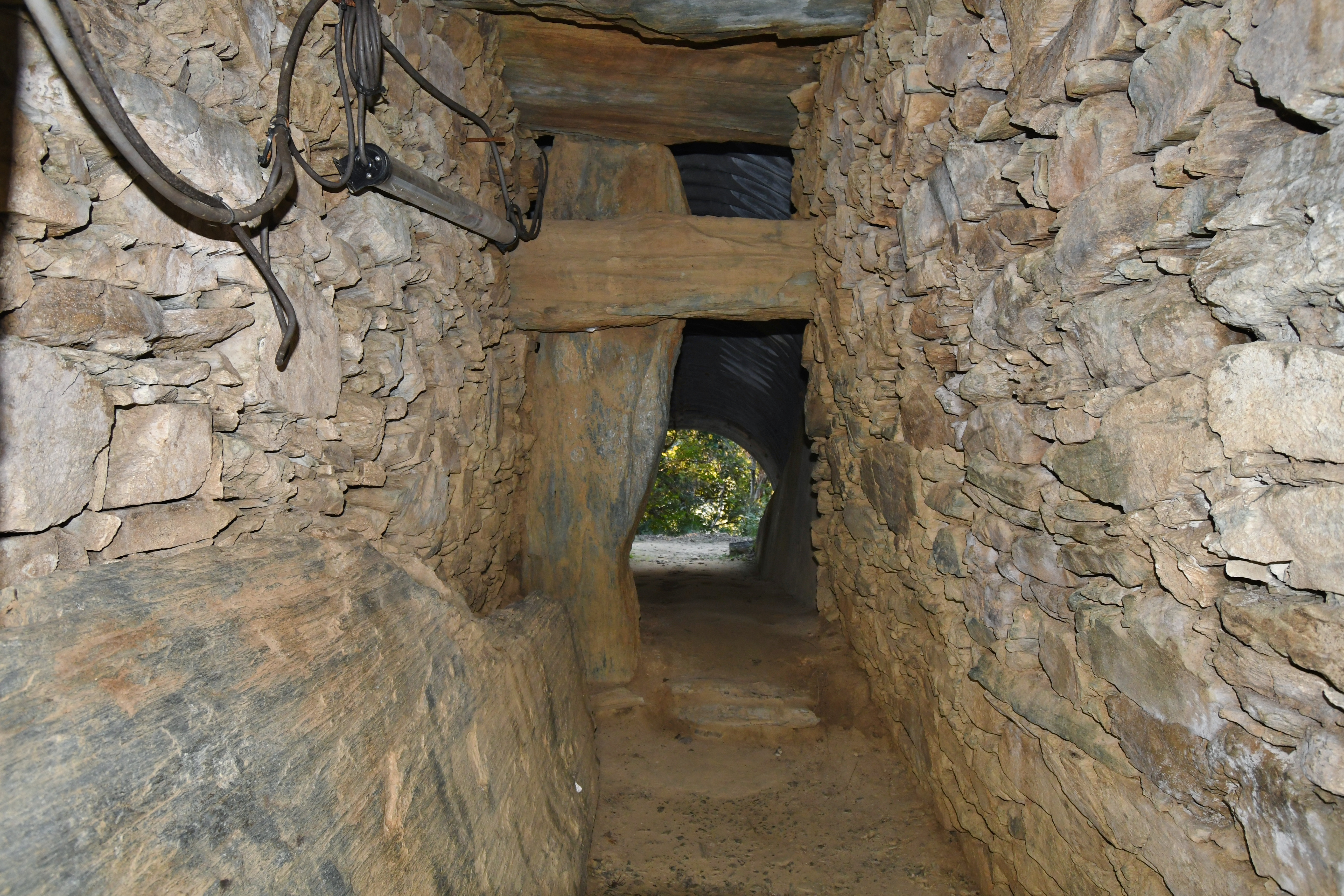
羨道（開口部方向）
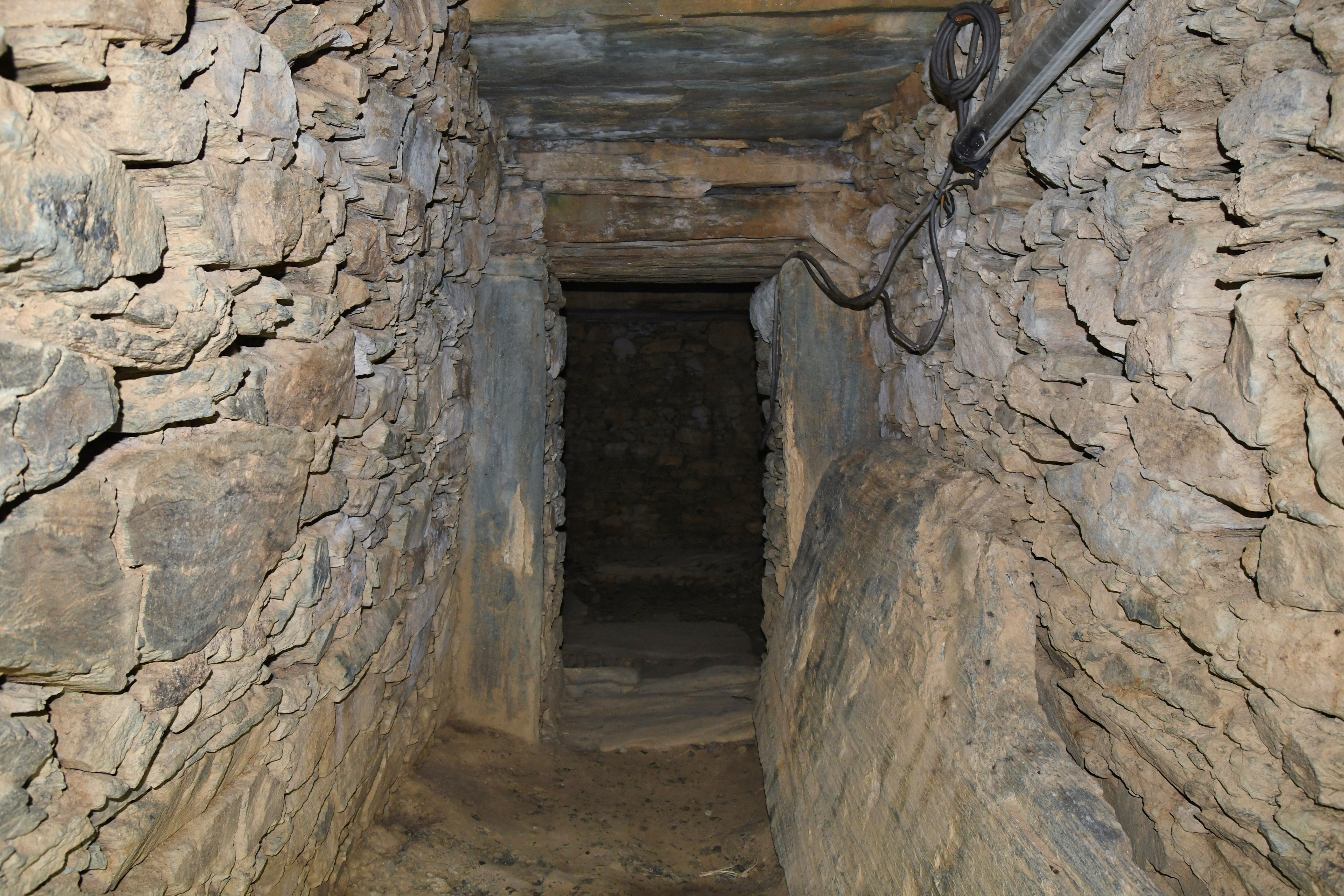
羨道（玄室方向）
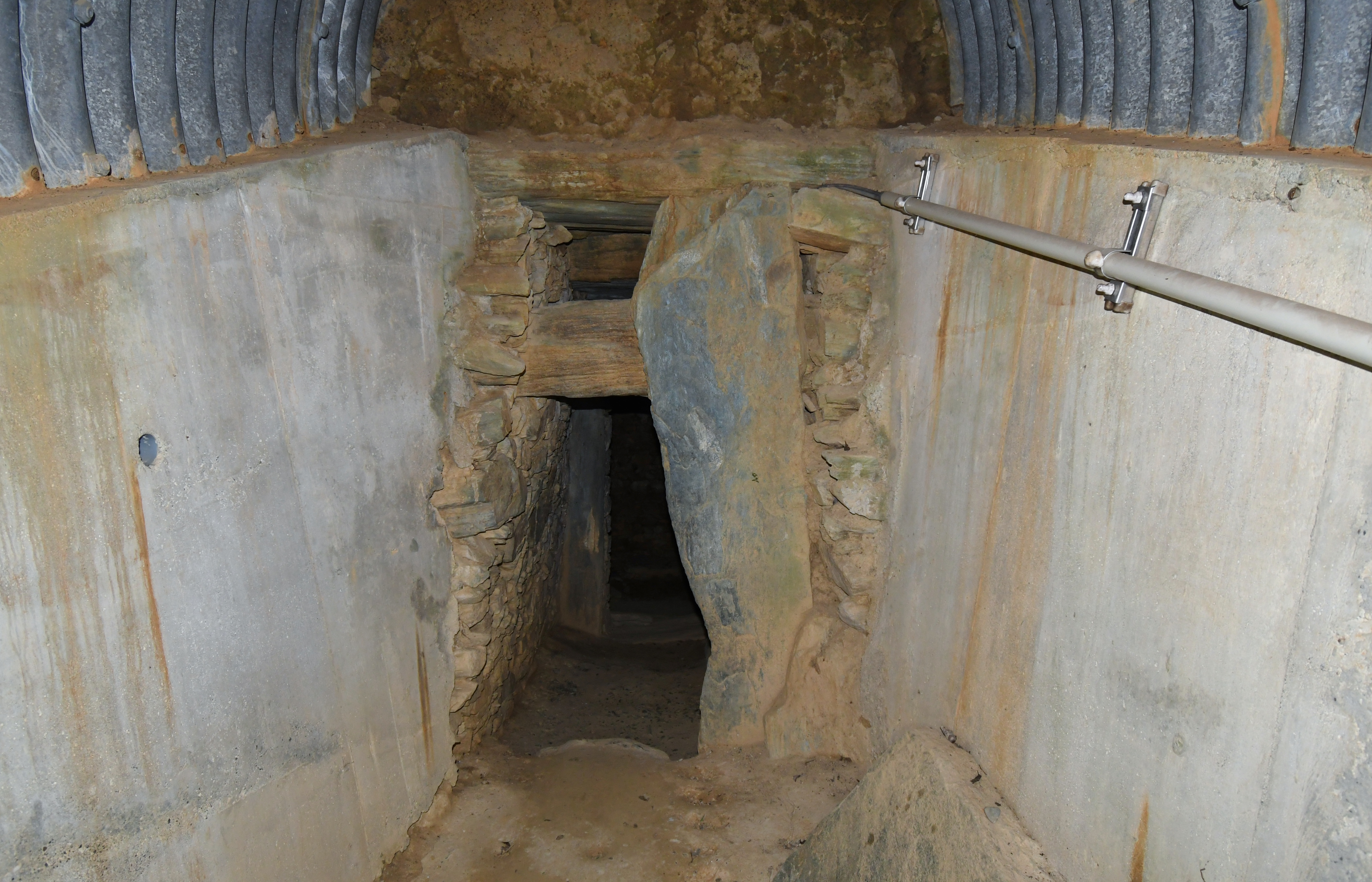
羨門
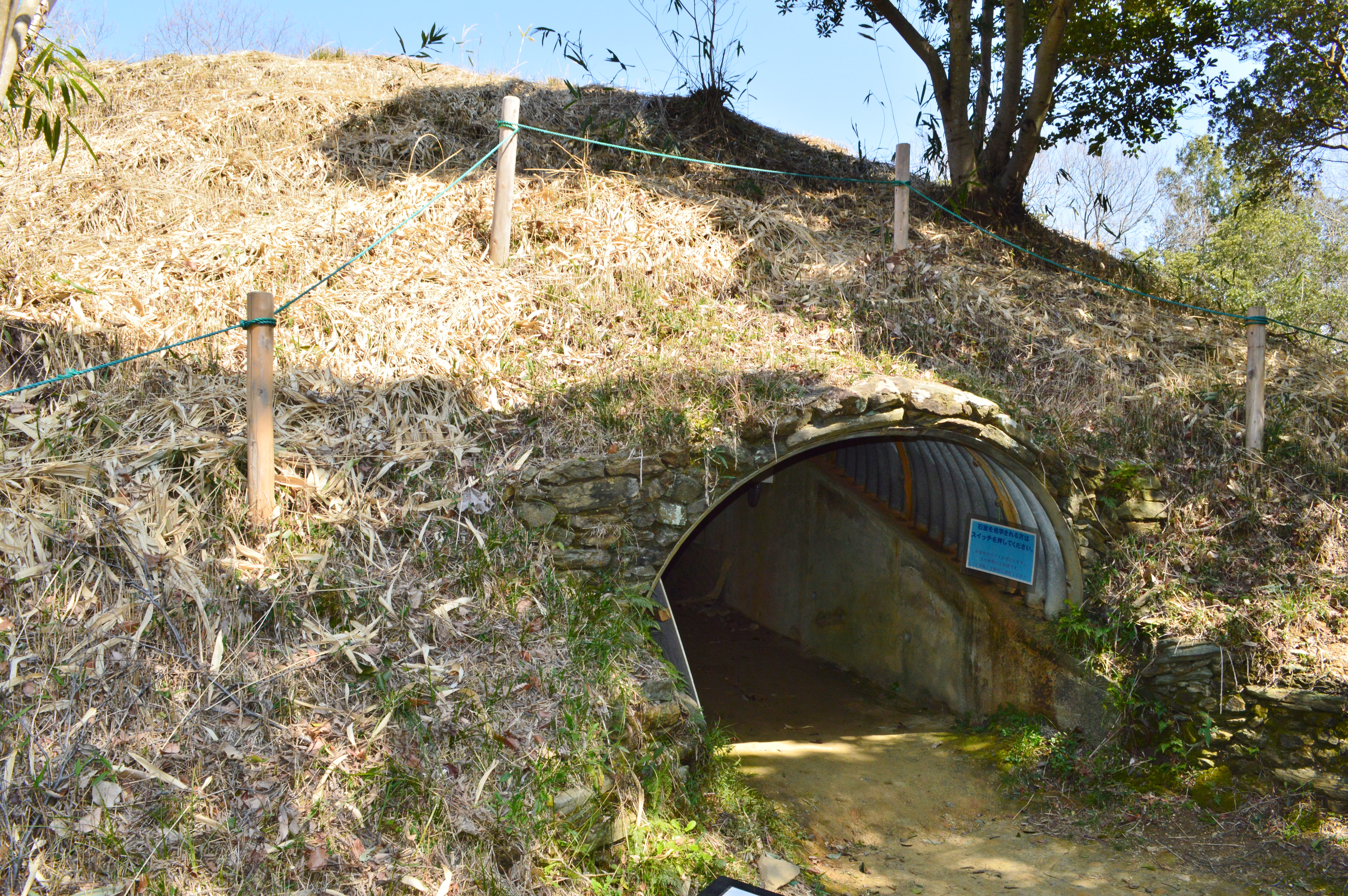
開口部
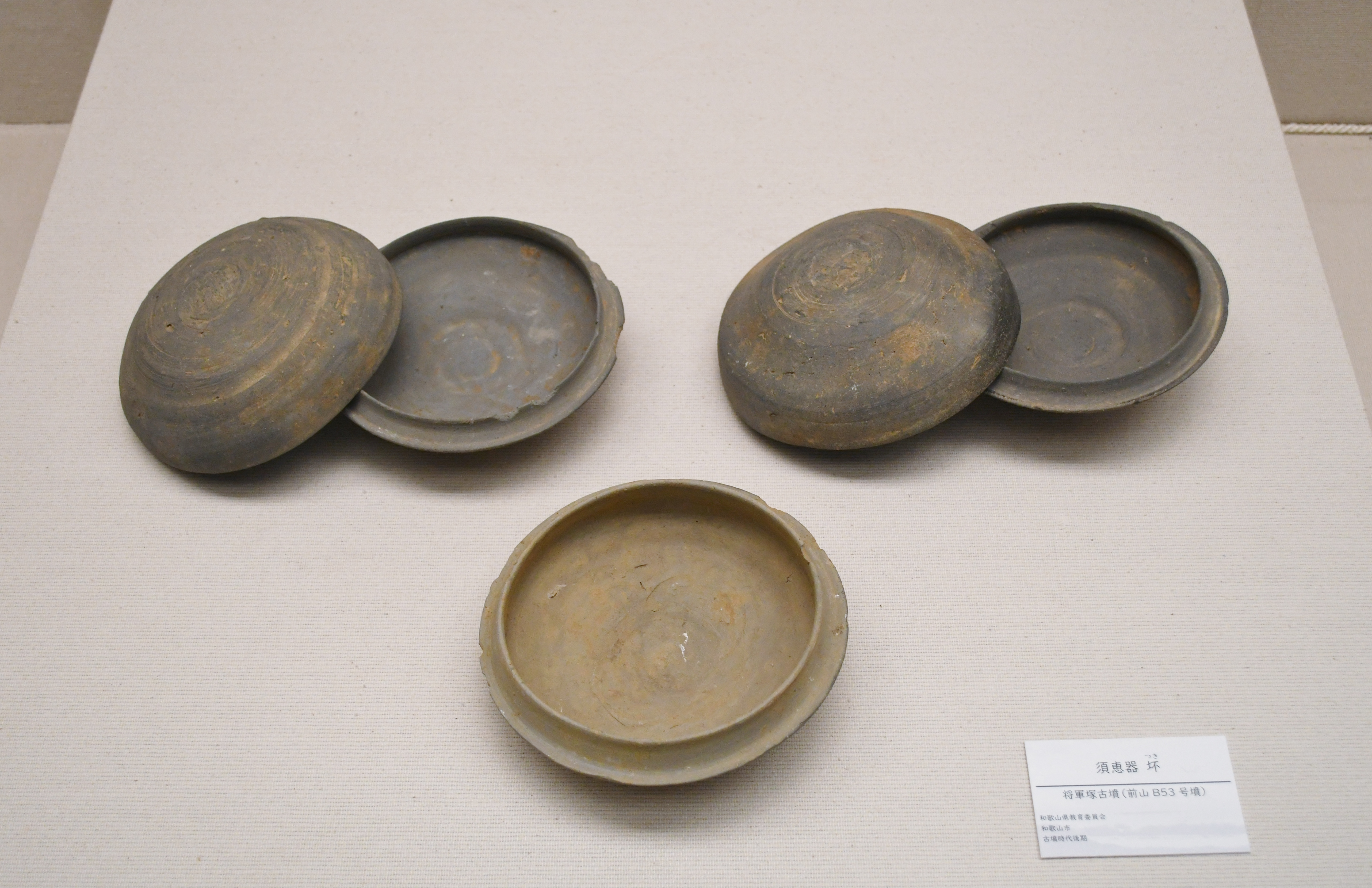
須恵器 坏 和歌山県立紀伊風土記の丘企画展示時に撮影。

## 関連施設
- 和歌山県立紀伊風土記の丘（和歌山市岩橋）

## 関連文献
（記事執筆に使用していない関連文献）
- 丹野拓・米田文孝『紀国造家の実像をさぐる 岩橋千塚古墳群（シリーズ「遺跡を学ぶ」126）』新泉社、2018年。ISBN 9784787718365。